# Канадско анемоне
Канадското анемоне (Anemonastrum canadense, син. Anemone canadensis) е тревисто многогодишно растение, разпространено в Северна Америка. Ценено е заради белите си цветове. Разпространява се бързо от подземни коренища.

## Описание
Канадското анемоне има издънки с дълбоко разделени и назъбени приосновни листа на 8 – 22 cm. Те растат от възходящи опашки на дълги тънки коренища. Издънките са високи 20 – 80 cm, а листата са 4 – 10 cm на 5 – 15 cm.
Цветовете са с около 5 бели, подобни на листенца чашелистчета и 80 – 100 жълти тичинки. Цъфтят от края на пролетта до лятото по стъблата над купчина листа. Чашелистчетата са обратнояйцевидни (с леко заострена основа) и размери 10 – 20 mm на 5 – 15 mm.
Когато се опрашат, зелените плодници в средата на цвета става заоблено до леко удължена семенна глава. Семената са сухи, неразпукващи се, с почти кръгло тяло и клюн.

## Разпространение и местообитание
Канадското анемоне е родом от Канада и западната част на централната и източната част на САЩ. Среща се във влажни ливади, гъсталаци, потоци и по бреговете на езера.

## Употреба
В предишни времена е бил използван медицински от северноамериканските коренни народи като кръвоспиращо средство за рани и кървене от носа, както и за измиване на очите. Коренът е бил уважаван от племената на равнините и е използван за много заболявания.

## Токсичност
Много е вероятно повечето анемони от семейство Ranunculaceae да съдържат каустик (разяждащи) дразнители.